# CT抗原
CT抗原（英語：CT antigens）即肿瘤-睾丸抗原（英語：Cancer/testis antigens）是一类在生殖发育过程中非常重要的细胞表面蛋白，正常情况下只表达于成年雄性动物的精原细胞和精母细胞，但在癌细胞这些抗原也会表达，因此可作为癌症免疫疗法的癌抗原靶点。CT抗原在各种恶性肿瘤中的表达是异质性的，常与肿瘤的进展有关。CT抗原在黑色素瘤、肝癌、肺癌、膀胱癌以及小儿肿瘤如神經母細胞瘤中均有表达。
常见的CT抗原包括MAGE-A1、MAGE-A3、MAGE-A4、NY-ESO-1、PRAME、CT83和SSX2。